# Cucina mauriziana

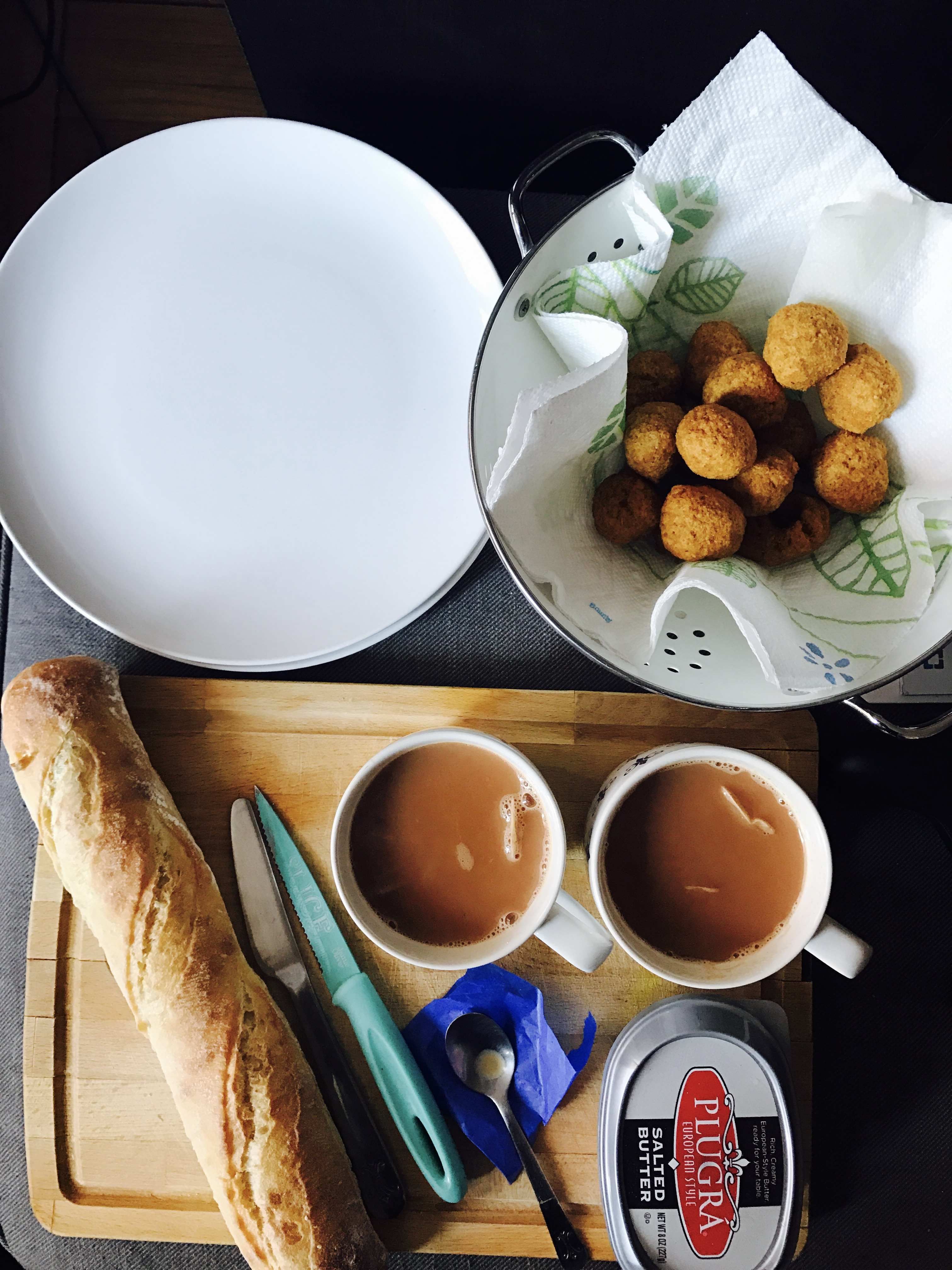
Gato piman serviti a colazione

La cucina mauriziana raccoglie le influenze delle cucine dell'Asia meridionale, africana, cinese ed europea. I mauriziani fanno affidamento su spezie, verdura fresca, frutta esotica e pesce, unendo tradizioni culinarie di diversi posti, come ad esempio la zuppa con noodle cinese, i piatti indiani a base di curry o il caffellatte francese.

## Caratteristiche principali

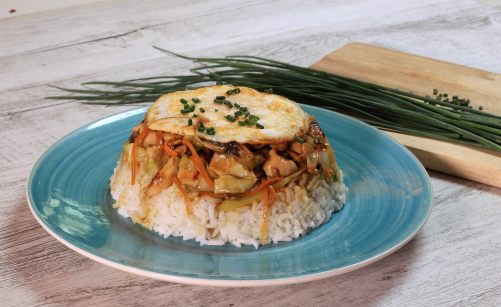
Bol renversè

Gli alimenti base che compongono la dieta mauriziana sono il riso e i noodle (minn), i quali accompagnano carne, pesce o verdure conditi con curry (kari) e stufati in casseruola. Una tipica salsa da condimento per i piatti è il rougay, a base di pomodoro, aglio, cipolle, zenzero e peperoncino, mentre la vinnday è una salsa agropiccante con semi di mostarda e curcuma. Altri condimenti includono dei sottaceti chiamati zasar e i satini (chutney).
Le spezie sono largamente usate, in quanto gran parte della popolazione discende dall'Asia meridionale. Vengono impiegati cardamomo, curcuma, chiodi di garofano e zafferano. Queste spezie sono comuni nella preparazione del briani, un piatto di riso ricco di ingredienti servito durante le occasioni speciali. Altre specialità provenienti dalla cucina indiana includono diversi tipi di pane come il roti, il naan e il farata.
Un comune stufato nazionale è il daube, mentre il pesce compare in piatti come il pwason sale (pesce saltato). Tra le specie più comuni vi sono marlin, ostriche, gamberi e polpi. Tra la selvaggina vi sono scimmie, larve di vespe, pipistrelli e un riccio nativo del Madagascar chiamato localmente tang o tenrec. Tutti questi animali vengono impiegati per produrre un insolito curry. Un piatto tipico di Mauritius è un'insalata di pesce e palme chiamata millionaire.
L'influenza cinese è evidente nell'uso di verdure fresche soffritte e di salse di soia e di ostrica. Vengono cucinati riso fritto, zuppe, noodle e boulet che sono accompagnati da contorni di verdure o di carne. Il bol renversé è un piatto a base di riso guarnito con carne o con un uovo fritto.
Mauritius dispone di un grande assortimento di frutta tropicale come mango, longan, cocco, litchi, guava, ananas, papaya e banane, e di verdure come chou chou (chayote), gombi e brinzel (un tipo di melanzane). I dolci tipici sono di chiara ispirazione francese, indiana e cinese: vi sono delle torte rotonde ricoperte di glassa rosa chiamate napolitaine, nonché delle caramelle indiane a base di latte e frutta, e dei dolci cinesi chiamati torte di cera tipici del capodanno cinese. Il poudinn may è un pudding di mais di origine creola.
Il cibo di strada è assai diffuso a Mauritius. Si possono acquistare dai venditori ambulanti degli snack chiamati gajak, i dal pouri (dei tortini speziati di lenticchie e verdure), i gato piman (delle palline fritte di piselli secchi) e i samosa (dei fagottini ripieni di verdure o carne).